# Premiile UCIN
Premiile anuale UCIN evidențiază vârfurile creației cinematografice românești din cursul anului precedent, precum și realizări marcante din domenii conexe. Festivitatea anuală de premiere a avut loc în perioda aprilie-mai la cinema Studio (- 2015), Cercul Militar Național (2016), Teatrul Național (2017 -). 

## Juriu
Președinți:
- Alexa Visarion, 2009, lung metraj
- Laurențiu Damian, 2009-2010 - scurt metraj, 2011, 2017
- Nicolae Mărgineanu, 2010, lung metraj
- Călin Stănculescu, 2012
- Răzvan Theodorescu, 2013, 2014
- Cristian Tudor Popescu, 2015
- Stere Gulea, 2016
- Dan Pița, 2018
- Cristi Puiu, 2019

## Categorii
- Marele Premiu și Trofeul Uniunii Cineaștilor
- Premiul Special al Juriului
- Premiul pentru regie
- Premiul pentru scenariu
- Premiul pentru imagine
- Premiul pentru costume
- Premiul pentru decor
- Premiul pentru interpretare feminină
- Premiul pentru interpretare masculină
- Premiul pentru interpretare feminină rol secundar
- Premiul pentru interpretare masculină rol secundar
- Premiul pentru montaj
- Premiul pentru coloană sonoră
- Premiul pentru muzică originală „Adrian Enescu”
- Premiul pentru scurt metraj de fictiune
- Premiul pentru film documentar de lung și scurt metraj
- Premiul pentru film de animație
- Premiul pentru film de televiziune
- Premiul de debut Opera Prima „Alexandru Tatos”
- Premiul pentru machiaj
- Premii speciale